# 2022 en Ontario
Chronologie de l'Ontario
- 2018
- 2019
- 2020
- 2021
- 2022
- 2023
- 2024
- 2025
- 2026

Cette page concerne des événements d'actualité qui se sont produits durant l'année 2022 dans la province canadienne de l'Ontario.

## Politique
- Premier ministre :
- Chef de l'Opposition :
- Lieutenant-gouverneur :
- Législature :

## Décès
- 27 juillet : Gisèle Lalonde, militante et ancienne politicienne (º 28 juin 1933)